# جیسون ورهیز
 جیسون ورهیز (به انگلیسی: Jason Voorhees) یک شخصیت خیالی در سری فیلمهای جمعه سیزدهم است. این شخصیت معمولاً با ماسک مخوفی شبیه ماسک هاکی و قد و قامتی بلند در سری فیلمهای جمعه سیزدهم دیده می‌شود. سلاح سردی شبیه شمشیر یا قمه در دست دارد و معمولاً اورکت سبز یا خاکی رنگ به تن می‌کند.او یکی از معروف‌ترین و پرطرفدارترین کاراکترهای سینما در ژانر وحشت محسوب می‌شود.
بر اساس خط داستانی این سری فیلمها او در کودکی به جهت چهره عجیب و نا متعارف توسط کودکان هم سن خود مورد تمسخر قرار می‌گیرد و در یک روز جمعه که مطابق با سیزدهم ماه میلادی بوده بر اثر تمسخر و بازی بیش از حد بچه‌ها به‌طور اتفاقی درون دریاچه کریستال افتاده و غرق می‌شود. مادر او به اشتباه به عنوان قاتل دستگیر و اعدام می‌شود. جیسون که در واقع غرق شده و طبیعتاً باید مرده باشد، هر باره در جمعه سیزدهم هر سال به ندای مادرش دوباره از دریاچه کریستال برخاسته و به دستور مادرش بچه‌های بد را تنبیه می‌کند. این تنبیه جز سلاخی و کشتن تعدادی انسان بی گناه که در حوالی دریاچه اردو می‌زنند نیست. اگر چه در انتهای هر قسمت از این فیلمها معمولاً او می‌میرد ولی هربار در نسخه جدید فیلم دوباره برمی‌خیزد و این به سبب نامیرا بودن و انگیزه تند انتقام است. از وی در بازی مورتال کامبت اکس به عنوان یک کرکتر قدرتمند استفاده شده‌است
فِرِدی یکی از دشمنان جیسون ورهیز هستش که در فیلم فردی علیه جیسون حضور داشت
...